# Ramal ferroviario Retiro-Empalme Norte-Kilo 5
El Ramal Retiro - Empalme Norte - Kilo 5 pertenece al Ferrocarril General Roca, Argentina.

## Historia y recorrido
El ramal fue construido casi en su mayoría por el F. C. Buenos Aires al Puerto de Ensenada (FCBAPE), desde la Estación Central de Buenos Aires hasta la zona de Isla Maciel, con extensiones de los Ferrocarril Central Argentino y Buenos Aires al Pacífico hasta la primera estación y los Ferrocarril Oeste de Buenos Aires y Ferrocarril del Sud en la zona de Avellaneda, con diversas modificaciones a lo largo del tiempo debido a otras obras y fusiones entre empresas ferroviarias.
Actualmente, nace como un desvío de vía única proveniente de la Línea Mitre, circulando entre las estaciones Retiro de la misma y de la Línea Belgrano Norte. Tras cruzar a nivel las avenidas Dr. José Ramos Mejía y San Martín, ingresa a la zona de Empalme Norte, en el cual empalma una vía proveniente de Puerto Nuevo y de la Línea San Martín (este último tenía su propio desvío hacia Empalme Norte, pero fue levantado por el avance del Barrio Carlos Mugica/Villa 31 y reemplazado por el Empalme Ugarteche), antiguamente bitrocha ya que también en el pasado servía de empalme entre las estaciones Saldías e Intercambio Midland del Ferrocarril General Belgrano. De este gran playón ferroviario partían dos vías hacia el sur, la principal que proseguía hacia La Boca más al este, en la que en el pasado recibía los ramales procedentes de los diques de Puerto Madero, y una al oeste que tras cruzar la calle Juan D. Perón/Macacha Güemes se interna en el túnel construido por el FCO hacia las inmediaciones de la Estación Once. En este cruce se encontraba la Estación Puerto Madero. Pero con motivo de las obras del Paseo del Bajo en 2019, ambas vías se unificaron y la estación Puerto Madero fue demolida. Paralelo a este tramo, circuló entre 2007 y 2012 el Tranvía del Este, un Metro ligero experimental de trocha media, con muchos cuestionamientos y extensiones inconclusas, siendo su infraestructura desmantelada con las obras del Paseo del Bajo.
El ramal cruza bajo el empalme de la Autopista 25 de Mayo, la Autopista Buenos Aires La Plata y el Paseo del Bajo, y circula por los alrededores del Hospital Dr. Cosme Argerich para ingresar a la zona de Casa Amarilla, un predio que perteneció al almirante Guillermo Brown y que fue adquirido por el FCBAPE a posterior. En donde se encontraba la Estación General Brown, al sur de Casa Amarilla, se levantó al este de la misma el Estadio Alberto J. Armando perteneciente al Club Atlético Boca Juniors, y metros más al sur, se encontraba un desvío al Muelle de La Boca, que tras su levantamiento dio origen al pintoresco pasaje Caminito. Al llegar a las inmediaciones del Riachuelo, la vía volvía a abrirse, al oeste, hacia el trazado original del FCBAPE por medio de la estación Barraca Peña, hoy levantado aunque con la estación intacta, y hacia el este, a un puente levadizo por el que se cruza el curso de agua mencionado: el Puente Barraca Peña.
Al ingresar al Partido de Avellaneda, la vía recibía varios empalmes, principalmente desde el Mercado de Frutos de Avellaneda y de Dock Sud, este último siendo el único en condiciones de operar. En el barrio de Crucecita cruza sobre la Ruta Provincial 36 (Avenida Mitre), sobre la Avenida Belgrano y la calle Colón, siendo esta el antiguo trazado del FCBAPE hacia el sur. En esta zona se encuentra la Estación de cargas Bullrich, en donde el ramal ingresaba a la zona de la Playa Km. 5 de la Línea General Roca en inmediaciones de la Estación Gerli, en donde existían empalmes hacia el Ferrocarril Provincial y el Ferrocarril Midland cuando estaba presente la bitrocha, desmantelados en los años 90, quedando solamente el ingreso al playón y el ramal hacia la Estación Sola (paralelo al ramal a Intercambio Midland)

## Servicios
Actualmente sólo prestan servicios de carga las empresas NCA (Trenes Bobineros) y Ferrosur Roca (hasta la playa de maniobras km 5).

## Imágenes

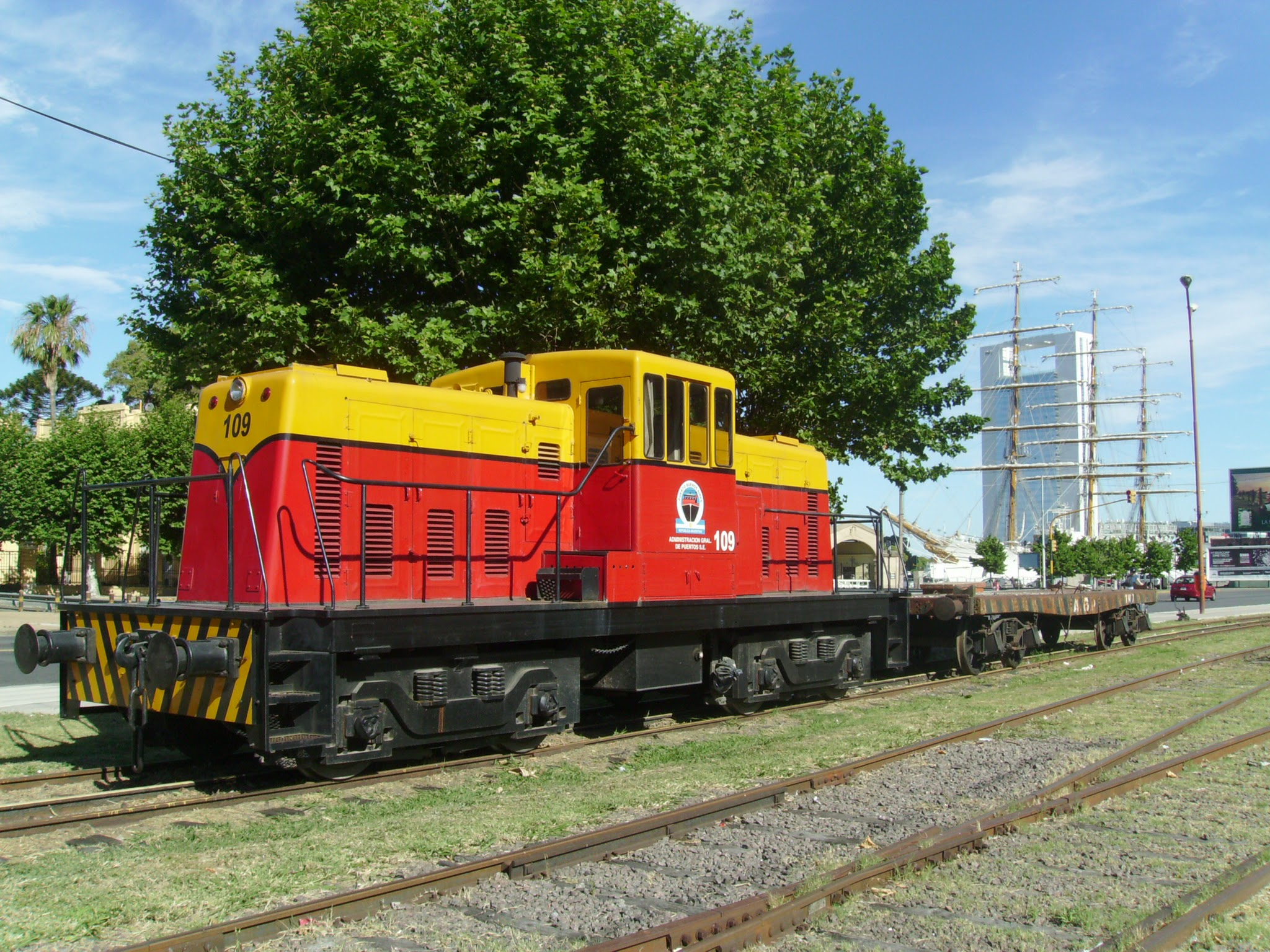
Empalme Norte
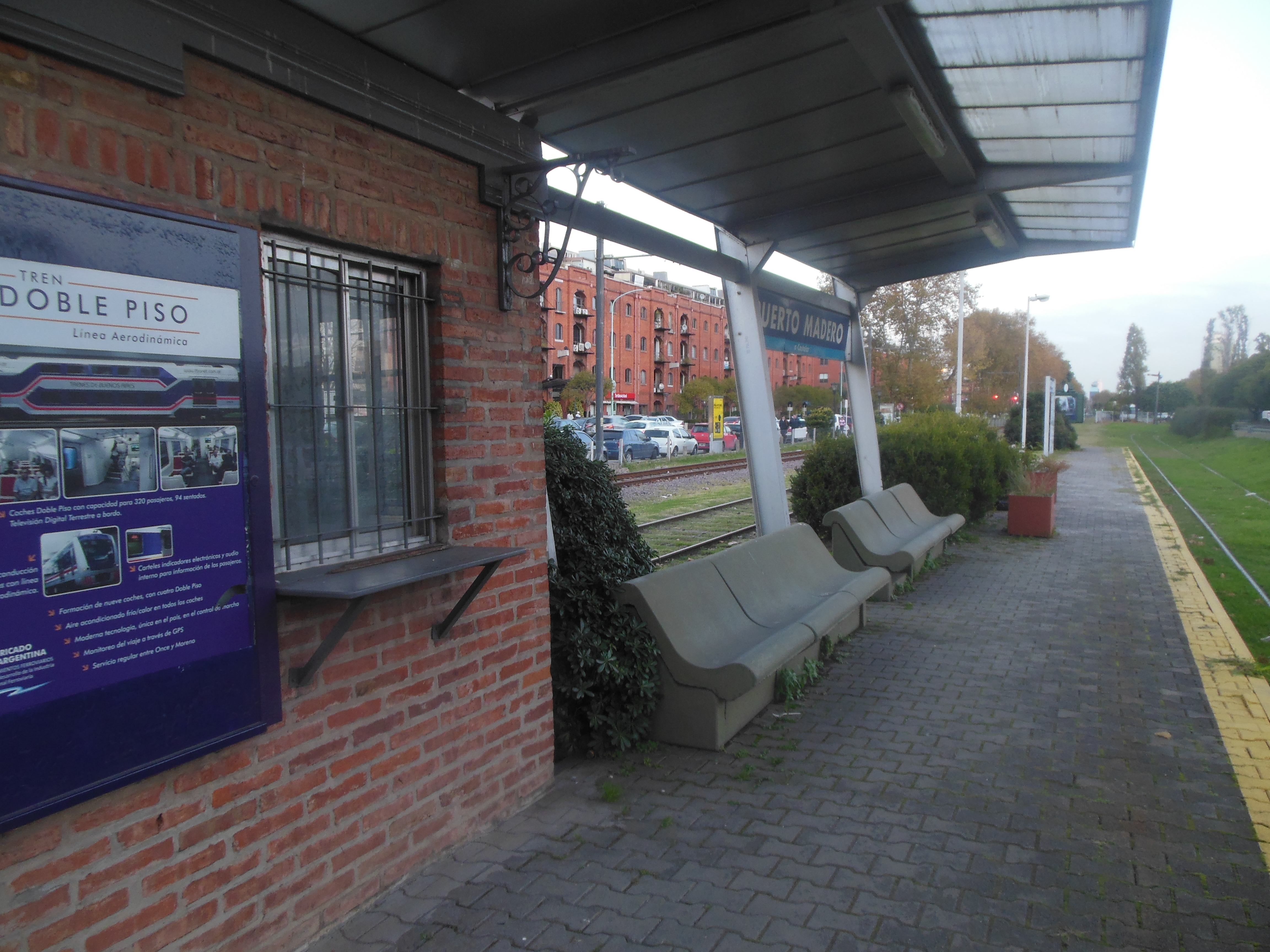
Puerto Madero
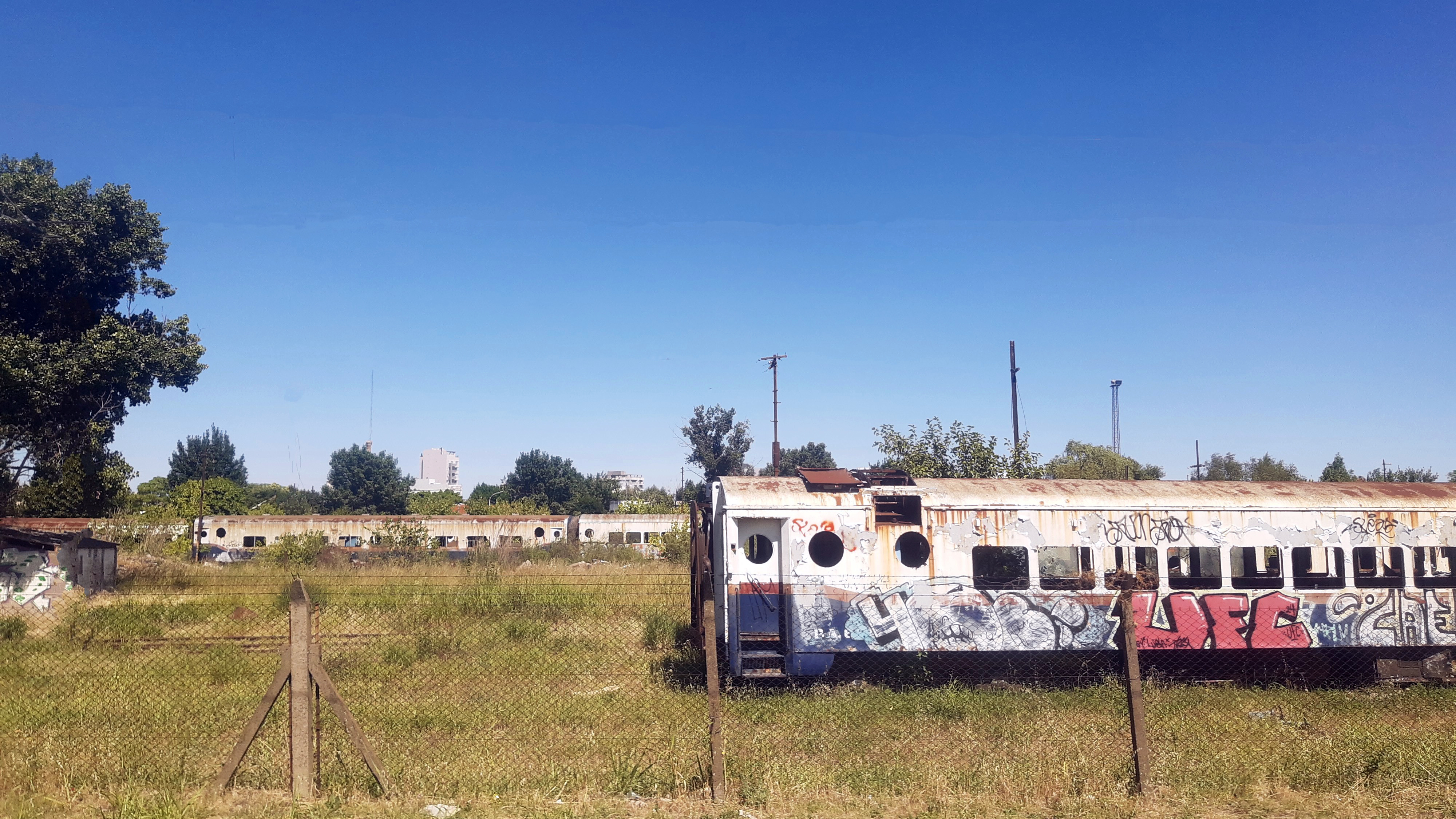
Antigua formación en cercanías a Kilo 5, Gerli.